# Aron Heppner
Aron Heppner (ur. 22 lipca 1865 w Pleszewie, zm. 3 grudnia 1938 we Wrocławiu) – żydowski i niemiecki rabin, nauczyciel w szkołach żydowskich, historyk i archiwista.

## Edukacja
Urodził się w rodzinie kupieckiej. Podczas pobytu w Pleszewie pobierał nauki m.in. u znamienitych przedstawicieli społeczności żydowskiej - znawcy Talmudu Mosze Gellerta oraz doktora Silberberga. Maturę zdał w 1885 roku w Królewskiego Gimnazjum w Ostrowie. Podczas nauki gimnazjum poznał m.in. Otto Landsberga, późniejszego pierwszego ministra Republiki Weimarskiej, a także Heimanna Kottka, późniejszego rabina i historyka w Bad Homburg. Pobierał też równolegle nauki w zakresie teologii u Israela Meira Freimanna, ostrowskiego rabina i judaisty. Po zdaniu matury uczył się w Berlińskim Seminarium Rabinicznym. Jednocześnie studiował filozofię, historię i języki orientalne na Wydziale Filozoficznym Uniwersytetu Berlińskiego. Dyplom rabina otrzymał w Berlinie w 1890. Doktoryzował się na uniwersytecie w Halle na podstawie wyróżnionej dysertacji Die Scholien des Bar - Hebräus zu Ruth un den apokryphischen Zusätzen zum Buche Daniel. Jego praca doktorska została opublikowana w 1888 roku w Berlinie.

## Działalność rabinacka na terenie Wielkopolski
W roku ukończenia studiów osiadł na stanowisku rabina w Koźminie. Udzielał się społecznie, przewodząc lokalnym organizacjom filantropijnym: Armen Verein (Towarzystwo Dobroczynne) oraz, wraz z żoną, Jungfrauen Verein (Towarzystwo Panien). Był nauczycielem w szkole wyznaniowej, później także szkolnym inspektorem powiatowym szkół żydowskich na powiaty koźmiński i jarociński. Założył w Koźminie żydowską bibliotekę wyznaniową. Od 1906 pełnił równolegle funkcję rabina w Jaraczewie i w Jarocinie. Podkreślano jego skromność oraz przyjazne nastawianie do otoczenia. Miarą szacunku, jakim go darzono, może być fakt, że zgłaszali się do niego po radę nawet chrześcijanie.

## Pobyt we Wrocławiu
W 1920 roku wyjechał na teren Niemiec - jak większość Żydów z regionu identyfikował się z tym krajem. Osiadł we Wrocławiu. Pełnił tam posługę duchową, był nauczycielem religii, wykładowcą w szkole talmudycznej. W latach 1923–1924 zajmował się, na zlecenie wrocławskiej gminy żydowskiej, porządkowaniem jej zasobów archiwalnych. Zadanie to uwieńczył sukcesem.

## Działalność naukowa
Był autorem popularnego żydowskiego kalendarza Jüdisches - Literarisches Abreiß Kalendar, wydawanego w Wielkopolsce w latach 1900-1918, a potem w latach międzywojennych we Wrocławiu.
W latach 1904–1929 pracował (cz. I i II wspólnie z Isaakiem Herzbergiem (Herzbergerem) z Bydgoszczy, cz. III samodzielnie) nad publikacją o historii i teraźniejszości Żydów wielkopolskich: Aus Vergangenheit und Gegenwart der Juden und der jüdischen Gemeinden in der Posener Länder (Z przeszłości i teraźniejszości gmin żydowskich w Poznańskiem). Wydawana ona była w postaci zeszytów (w sumie 26) od 1909 roku, kolejno, w Koźminie i we Wrocławiu. Było to monumentalne, 1000-stronicowe dzieło obejmujące historię Żydów wielkopolskich od osiedlenia na terenie Polski do 1795 roku (cz. I), statystyki wszystkich gmin żydowskich Wielkiego Księstwa Poznańskiego (cz. II) oraz opis tych gmin z czasów współczesnych Aronowi Heppnerowi (cz. III). Po osiedleniu się we Wrocławiu publikował teksty historyczne w prasie wrocławskiej i berlińskiej. W 1931 roku wydał we Wrocławiu dzieło pt. Jüdische Persönlichkeiten in und aus Breslau (Wybitni Żydzi pochodzący z Wrocławia i działający na terenie miasta).

## Ostatnie lata życia
W 1935 roku gmina żydowska, z okazji 70. rocznicy jego urodzin, wydała poświęconą mu publikację.
W starczym wieku ciężko chorował. Na wieść o aresztowaniu i uwięzieniu w obozie w Buchenwaldzie dwóch jego zięciów stan zdrowia Arona Heppnera pogorszył się jeszcze bardziej. Zmarł wkrótce potem w wieku 73 lat. Pochowano go na starym cmentarzu żydowskim we Wrocławiu, a na jego nagrobku znajduje się (zgodnie z jego wolą) tylko skromny napis: rabin w Koźminie 1890-1920. 23 grudnia 1938 ostatnia legalnie ukazująca się w Niemczech żydowska gazeta zamieściła nekrolog podkreślający zasługi i przyjazne usposobienie zmarłego.